# تشارلز ستانفورد
تشارلز ستانفورد هو صحفي وسياسي أمريكي، ولد في 26 أبريل 1819 في وترفليت في الولايات المتحدة، وتوفي في 24 أغسطس 1885. نشط حزبياً في الحزب الجمهوري. وقد انتخب عضو جمعية ولاية نيويورك ‏ وانتخب عضو مجلس ولاية نيويورك ‏.